# Crotalaria debilis
Crotalaria debilis är en ärtväxtart som beskrevs av Roger Marcus Polhill. Crotalaria debilis ingår i släktet sunnhampor, och familjen ärtväxter. Inga underarter finns listade i Catalogue of Life.